# 百姓网

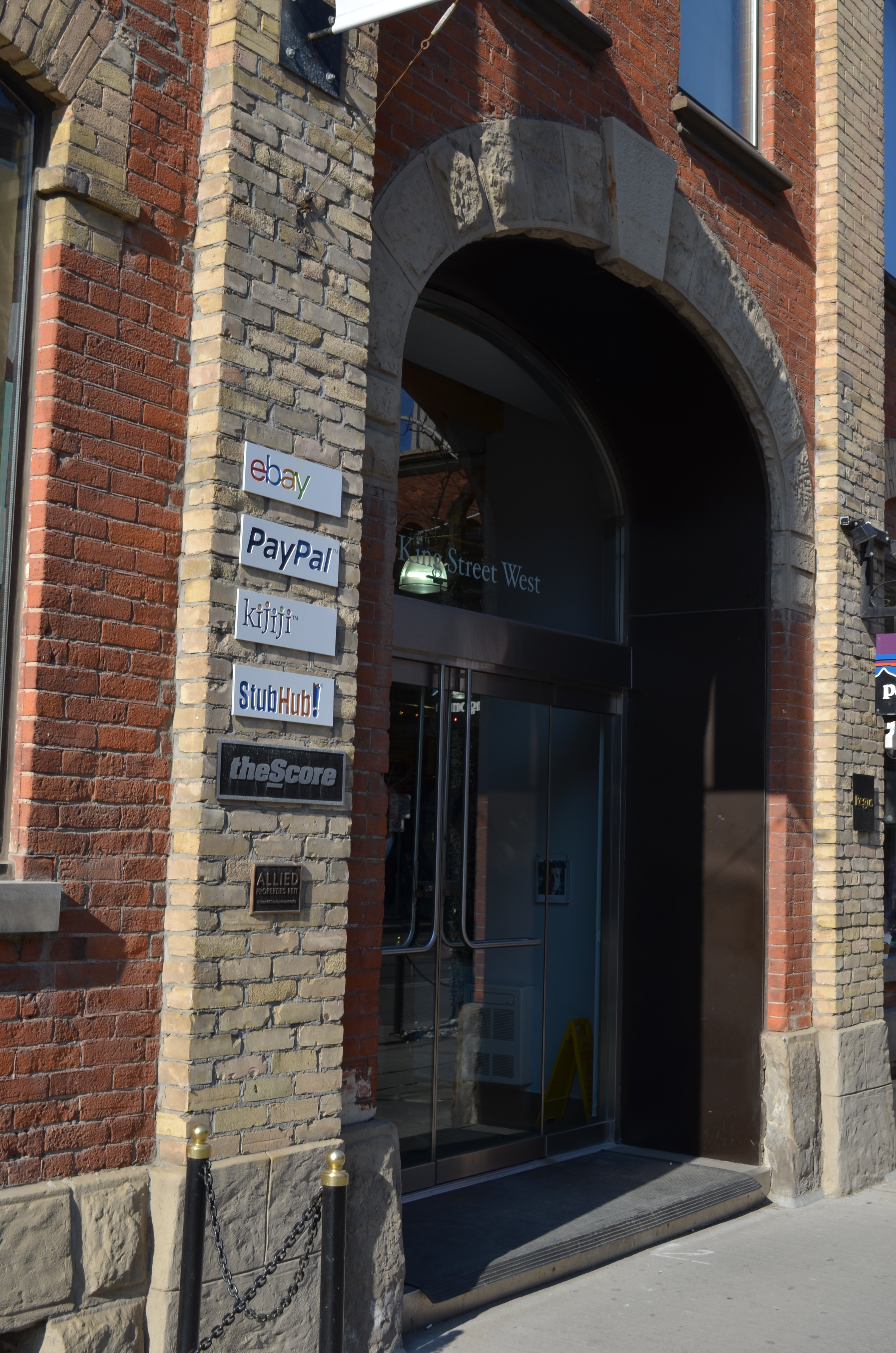
Kijiji在加拿大的分公司

Kijiji（斯瓦希里語，意思是「村莊」），是eBay轉投資、各地區網上社區的集合體，成立於2005年2月，用來在網上刊登分類廣告。2005年3月1日，eBay在全世界80個城市成立分站，包括加拿大、法國、比利时、德國、瑞士、奧地利、意大利、土耳其等，其中Kijiji台灣分站的中文站名是「奇集集」。Kijiji中国分站最初名為「客齊集」，2008年6月25日起以「百姓网」為新域名。
2008年，Kijiji印度改名為「quikr.com」。2009年，Kijiji德國改名為。2010年3月，Kijiji美國改名為「eBay Classifieds」。至於一些分站如新加坡、英國、愛爾蘭、澳洲及紐西蘭，則由另一間後來收購的附屬公司“GumTree”提供服務。
2015年，Kijiji陸續停止多個分站的網站營運，其中包括香港分站、台灣分站、日本分站（3月10日起停止營運）。

## 外部連結
- 百姓网 （页面存档备份，存于）：已开通367个城市，包括上海、北京、广州、深圳、成都、杭州、南京、天津、武汉、重庆
- Kijiji香港：於2015年4月13日停止香港網站的營運和維護
- 奇集集Kijiji分類廣告 （页面存档备份，存于）：於2015年5月22日停止台灣網站的營運和維護